# Metodi Stratiew
Metodi Stratiew AA (bulgarisch Методий Стратиев; * 11. Januar 1916 in Srem; † 12. Mai 2006 in Sofia) war Apostolischer Exarch von Sofia.

## Leben
Metodi Stratiew trat der Ordensgemeinschaft der Assumptionisten bei und am 26. Juli 1942 empfing die Priesterweihe.  Johannes XXIII. ernannte ihn am 28. April 1963 zum Apostolischen Exarch von Sofia und Titularbischof von Diocletianopolis in Thracia. 
Die Bischofsweihe spendete ihm der Apostolische Exarch von Sofia, Kyrill Kurtew, am 5. September 1965; Mitkonsekrator war Simeon Kokov OFMCap, Apostolischer Administrator von Sofia und Plowdiw.
Nach dem Tode Kyrill Kurtews folgte er ihm am 9. März 1971 als Apostolischer Exarch von Sofia nach. Der Papst erhob ihn am 18. Dezember 1993 zum Titularerzbischof von Diocletianopolis in Thracia. Johannes Paul II. nahm am 5. September 1995 seinen altersbedingten Rücktritt an.